# Phyllodistomum lachancei
Phyllodistomum lachancei är en plattmaskart. Phyllodistomum lachancei ingår i släktet Phyllodistomum och familjen Gorgoderidae. Inga underarter finns listade i Catalogue of Life.